# Luxemburger (Volk)
Luxemburger (luxemburgisch: Lëtzebuerger) sind eine westeuropäische Volksgruppe. Dabei handelt es sich um die nach Herkunft und Ethnie einheimische Bevölkerung Luxemburgs mit einer gemeinsamen Sprache, Kultur und Geschichte. Die Luxemburger oder letzeburgische Sprache ist eng mit den benachbarten Varietäten des Deutschen verwandt.

## Geschichte

### Entwicklung der Luxemburger Nation
Im Mittelalter bauten die burgundischen Herzöge einen eigenständigen Länderkomplex zwischen Frankreich und dem Heiligen Römischen Reich auf, zu dem auch Luxemburg gehörte. Obwohl das jeher zweisprachige Herzogtum Luxemburg de jure vom Mittelalter bis 1795 zum Heiligen Römischen Reich gehörte, wurde mit dem Burgundischen Vertrag von 1548 die weitgehende Herauslösung Luxemburgs aus dem Herrschaftssystem des Heiligen Römischen Reiches eine Tatsache. Der Wiener Kongress machte Luxemburg 1815 nominell zu einem selbständigen Staat, der unter den Königen des Hauses Oranien-Nassau in Personalunion mit dem Königreich der Vereinigten Niederlande verbunden war. Mit dem Abschluss der Londoner Konferenz (1839) wurde die größtenteils französischsprachige Westhälfte Luxemburgs an Belgien abgetreten, während der Rest des Großherzogtums in Personalunion bei den Niederlanden sowie im Deutschen Bund verblieb.

### Luxemburger Frage von 1867
Nach der Luxemburgkrise wurde Luxemburg in dem Londoner Vertrag von 1867 „auf ewig“ für neutral erklärt. Während des Deutsch-Französischen Krieges versuchte die Luxemburger Regierung, die Neutralität zu wahren; das Land trat auch dem 1871 gegründeten Deutschen Reich nicht bei. Vollständige Unabhängigkeit erreichte Luxemburg im Jahr 1890, nach dem Tod des niederländischen Königs Wilhelm III. und der Lösung der Personalunion.
In der Mitte des 19. Jahrhunderts wurde das patriotische luxemburgische Lied De Feierwon (deutsch: die Dampflokomotive) uraufgeführt. Die Schlusszeile des Liedes Mir wëlle bleiwe wat mir sin („wir wollen bleiben, was wir sind“) konnte später bei Bedarf variiert werden zu mir wëlle jo keng Preise gin („wir wollen aber keine Preußen werden“) und erlangte damit zur nationalen Selbstfindung Luxemburgs eine gewisse Bedeutung und wird in vielen Medien und inoffiziellen Publikationen fälschlicherweise als offizieller Wahlspruch der Luxemburger dargestellt.

### Luxemburger Nationalbewusstsein
Vor allem die ersten Jahrzehnte des 20. Jahrhunderts waren entscheidend für die Entwicklung des Luxemburger Nationalbewusstseins. In der Zeit unmittelbar vor dem Ausbruch des Ersten Weltkriegs fingen luxemburgische Historiker an, die luxemburgische Nation entlang ethnisch-kultureller Grenzen zu definieren. Im kollektiven Bewusstsein Luxemburgs ist der während der deutschen Besatzung Luxemburgs im Zweiten Weltkrieg durchgeführte Personenstandsaufnahme von Bedeutung. Die Luxemburger antworteten auf die Fragen nach Staatsbürgerschaft, Volkszugehörigkeit und Muttersprachen drei Mal mit „Luxemburgisch“, entgegen der damaligen deutschen Wahrnehmung, nach der Luxemburger sprachlich und ethnisch Deutsche waren. Dadurch sei die Wahrnehmung des Luxemburgischen als eigener Sprache maßgeblich befördert worden. Nach dem Krieg wurde das Erscheinungsbild des Deutschen als „der Andere“ weiter bekräftigt. In Erinnerung an die gescheiterte Personenstandsaufnahme als Widerstand gegen die Deutschen begehen die Luxemburger den Sonntag, der dem 10. Oktober am nächsten liegt, seit 1946 als Nationalfeiertag.

## Sprache
War früher die Geschichte ein wichtiger Bezugspunkt, so wird heute die Luxemburger Sprache als das Haupterkennungsmerkmal betrachtet. Die luxemburgische Sprache ist die Landessprache und eine der Amtssprachen von Luxemburg. Es ist eine moselfränkische Sprachvarietät des Westmitteldeutschen. Linguistisch ist Luxemburgisch ein hochdeutscher Ausbaudialekt. Das Luxemburgische ist ein wichtiger Teil der luxemburgischen Identität. Ein Luxemburger Kind erlernt es als Muttersprache, bevor es später in der Schule Standarddeutsch, Französisch und Englisch erlernt. Trotzdem wurden im Großherzogtum Luxemburg, auch nach der Loslösung des französischsprachigen Teils Luxemburgs hin zu Belgien, bis Ende 1944 noch alle Gesetze auf Deutsch und Französisch verfasst und veröffentlicht; seit 1945 geschieht dies nur noch auf Französisch. Luxemburgisch ist für viele Luxemburger mittlerweile ein Symbol der kulturellen und politischen Eigenständigkeit ihres Staates. Dieser Aspekt hat direkt mit der Geschichte Luxemburgs zu tun. Da das Luxemburgische im Großherzogtum schon seit einigen Jahrzehnten in zunehmendem Maße auch als Schriftsprache verwendet wird, wäre der nächste Entwicklungsschritt der Übergang zu einer eigenständigen Ausbausprache. Das Luxemburgische ist Forschungsgegenstand der Luxemburgistik.